# Murzynno (gromada)
Murzynno – dawna gromada, czyli najmniejsza jednostka podziału terytorialnego Polskiej Rzeczypospolitej Ludowej w latach 1954–1972.
Gromady, z gromadzkimi radami narodowymi (GRN) jako organami władzy najniższego stopnia na wsi, funkcjonowały od reformy reorganizującej administrację wiejską przeprowadzonej jesienią 1954 do momentu ich zniesienia z dniem 1 stycznia 1973, tym samym wypierając organizację gminną w latach 1954–1972.
Gromadę Murzynno z siedzibą GRN w Murzynnie utworzono – jako jedną z 8759 gromad na obszarze Polski – w powiecie inowrocławskim w woj. bydgoskim, na mocy uchwały nr 24/7 WRN w Bydgoszczy z dnia 5 października 1954. W skład jednostki weszły obszary dotychczasowych gromad Murzynno, Murzynko, Żyrosławice, Klepary, Kijewo i Kawęczyn ze zniesionej gminy Gniewkowo w tymże powiecie. Dla gromady ustalono 23 członków gromadzkiej rady narodowej.
1 stycznia 1958 do gromady Murzynno włączono wieś Markowo i osadę Warzyn ze zniesionej gromady Suchatówka w tymże powiecie.
1 stycznia 1972 gromadę Murzynno połączono z gromadą Gniewkowo, tworząc z ich obszarów gromadę Gniewkowo z siedzibą Gromadzkiej Rady Narodowej w Gniewkowie w tymże powiecie (de facto gromadę Murzynno zniesiono, włączając jej obszar do gromady Gniewkowo).